# Luminous (The Horrors)
Luminous è il quarto album in studio della rock band inglese The Horrors. È stato pubblicato il 5 maggio 2014 dall'etichetta discografica XL. Lo stile dell'album è stato descritto come neo-psichedelia, shoegazing e dream pop. Nel 2014 ha ricevuto una certificazione d'argento dall'Independent Music Companies Association, che indicava vendite di almeno 20.000 copie in tutta Europa.
Su Alternative Press, Annie Zaleski ha valutato l'album con 4 stelle, sottolineando come "Luminous certamente indossa con orgoglio le sue influenze; tuttavia, il disco vanta un'energia e un'urgenza innegabili". Ian Cohen di Pitchfork ha affermato, "Sanno […] padroneggiare il loro suono e la loro visione, e si spera che possano crescere per riconoscere anche il loro cuore e la loro anima", mentre Heather Phares di AllMusic ha affermato che "Luminous dimostra che gli Horrors hanno ancora un senso di avventura; suonano a loro agio, ma non troppo per provare cose nuove".

## Tracce
1. Chasing Shadows – 6:49
2. First Day of Spring – 5:11
3. So Now You Know – 5:02
4. In and Out of Sight – 5:03
5. Jealous Sun – 4:10
6. Falling Star – 3:43
7. I See You – 7:32
8. Change Your Mind – 5:07
9. Mine and Yours – 3:31
10. Sleepwalk – 5:26 (5:26)